# Joaquim Vieira da Silva e Sousa
Joaquim Vieira da Silva e Sousa (São Luís, 12 de janeiro de 1800 — São Luís, 23 de junho de 1864) foi um juiz e político brasileiro.

## Biografia
Filho de Luís Antônio Vieira da Silva e Maria Clara de Sousa Vieira  (nome de solteira: Maria Clara Gomes de Sousa).
Formou-se em direito na Universidade de Coimbra.
Casou-se com Columba de Santo Antonio de Sousa Gaioso, filha do Tenente-Coronel Raimundo José de Sousa Gaioso e de sua mulher Ana de Sousa Gaioso. Desta união nasceu Luís Antônio Vieira da Silva, o visconde de Vieira da Silva, banqueiro e político cearense que tinha o mesmo nome do próprio avô. Sua irmã, Luísa Rita Vieira da Silva, foi a mãe de Miguel Vieira Ferreira, fundador da Igreja Evangélica Brasileira.
Foi deputado geral, presidente de província, ministro do Supremo Tribunal de Justiça, ministro da Marinha e da Guerra e também senador do Império do Brasil de 1860 a 1864.
Foi presidente das províncias do Rio Grande do Norte, de 22 de fevereiro a 4 de setembro de 1832 e de 24 de setembro a 8 de outubro de 1832, e do Maranhão, de 13 de outubro de 1832 a 17 de março de 1834.